# 3195 Fedchenko
3195 Fedchenko eller 1978 PT2 är en asteroid i huvudbältet som upptäcktes den 8 augusti 1978 av den rysk-sovjetiske astronomen Nikolaj Tjernych vid Krims astrofysiska observatorium på Krim. Den har fått sitt namn efter Aleksej Fedtjenko, Olga Fedtjenko och Boris Fedtjenko.
Asteroiden har en diameter på ungefär 8 kilometer och den tillhör asteroidgruppen Koronis.